# 2024년 하계 올림픽 아이슬란드 선수단
2024년 하계 올림픽 아이슬란드 선수단은 2024년 7월 26일부터 8월 11일까지 프랑스 파리에서 열린 2024년 하계 올림픽에 참가한 올림픽 아이슬란드 선수단이다.
이는 1912년 공식 데뷔 이후 세계적인 대공황(1920~1932)으로 인한 4회를 제외하고 모든 하계 올림픽에 국가가 참가한다는 것을 의미한다.

## 출전 선수
| 종목         | 남자 | 여자 | 전체 |
| ------------ | ---- | ---- | ---- |
| 사격         | 1    | 0    | 1    |
| 수영         | 1    | 1    | 2    |
| 육상         | 0    | 1    | 1    |
| 트라이애슬론 | 0    | 1    | 1    |
| 전체         | 2    | 3    | 5    |

## 매달 집계
| 종목 | 1 | 2 | 3 | 합계 |
| 종목 | ' | ' | ' | '    |
| 종목 | ' | ' | ' | '    |
| 종목 | ' | ' | ' | '    |
| 합계 | ' | ' | ' | '    |

## 같이 보기
- 2024년 하계 올림픽